# Placorhynchus octaculeatus
Placorhynchus octaculeatus är en plattmaskart som beskrevs av Tor Karling 1931. Placorhynchus octaculeatus ingår i släktet Placorhynchus och familjen Placorhynchidae. Arten är reproducerande i Sverige. Utöver nominatformen finns också underarten P. o. octaculeatus.